# Luby (district de Cheb)
Luby (en allemand : Schönbach) est une ville du district de Cheb, dans la région de Karlovy Vary, en République tchèque. Sa population s'élevait à 2 144 habitants en 2020.

## Géographie
Luby se trouve près de la frontière allemande, à 20 km au nord de Cheb, à 34 km à l'ouest de Karlovy Vary et à 147 km à l'ouest de Prague.

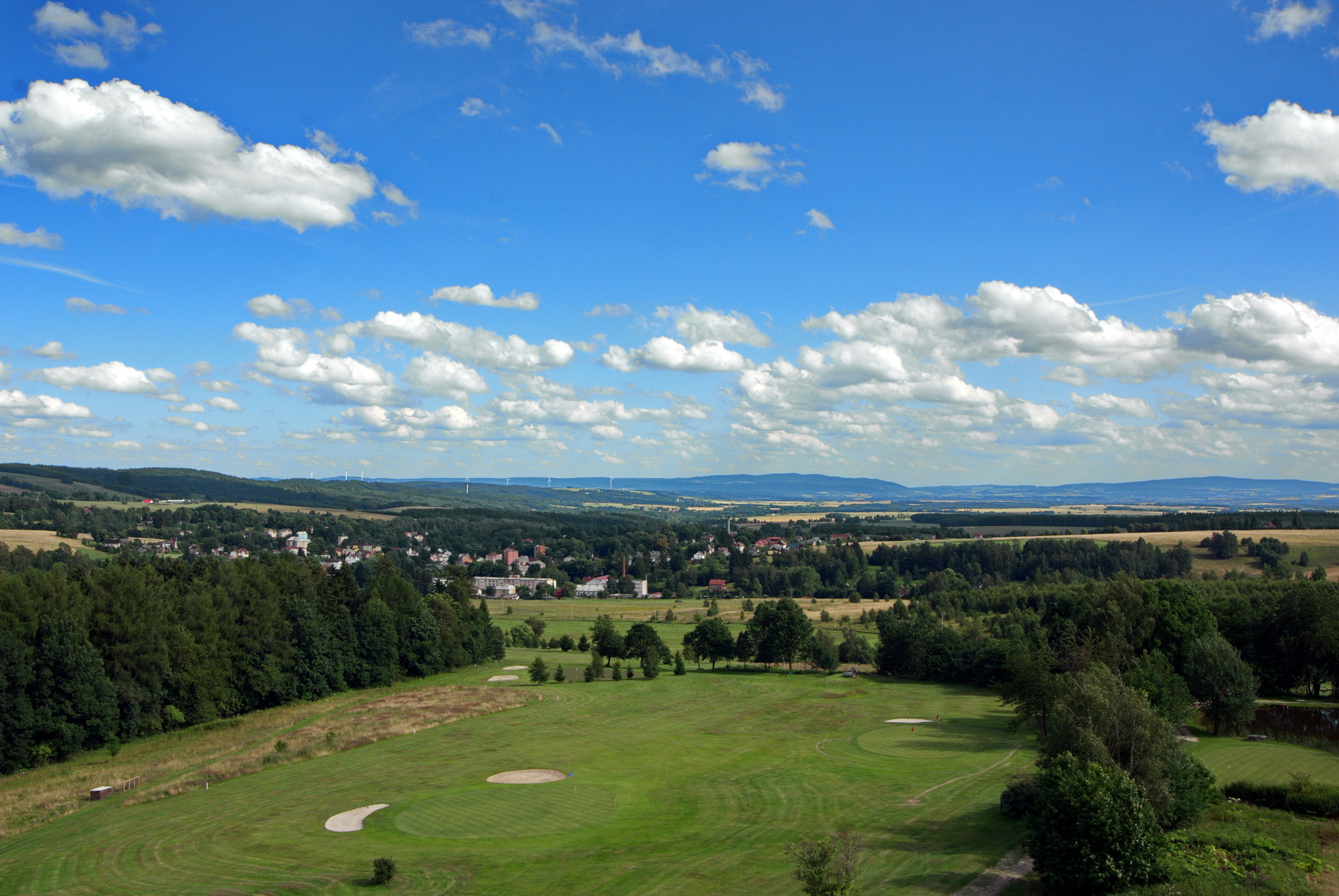
Vue générale de Luby.

La commune est limitée par Kraslice au nord, par Krajková à l'est, Nový Kostel et Plesná au sud, et par l'Allemagne à l'ouest.

## Histoire
Vers le milieu du XIIIe siècle, les habitants ont découvert et exploité des gisements de cinabre, stimulant le commerce local. Schönbach a obtenu les droits urbains par décret du roi Louis III de Bavière, le 9 janvier 1319 : elle bénéficia alors d'un droit de foire hebdomadaire et ses bourgeois, du droit d'Eger. Sous l'apostolat de l'abbé cistercien Franz Kübel, elle a été cédée, avec les terres avoisinantes, par l'abbaye de Waldsassen au burgrave Rüdiger de Sparneck.
Au XVIe siècle, les mines de mercure devinrent les plus riches d'Europe centrale, : en 1536 elles employaient 200 mineurs, et  rapportaient chaque année 13,5 tonnes de cinabre, mais la production s'interrompit entièrement au cours de la Guerre de trente ans.
Dans la seconde moitié du XVIIe siècle, la ville devint un haut-lieu de la lutherie dans le monde germanophone.

## Administration
La commune se compose de quatre quartiers :
- Dolní Luby
- Horní Luby
- Luby
- Opatov